# Belgian Pool
Belgian Pool (ou parfois Oyster Spring) est une source chaude située dans le Upper Geyser Basin dans le parc national de Yellowstone aux États-Unis.
Parfois appelée Oyster Spring, elle a été renommée en 1929 à la suite de la chute d'un visiteur belge (Belgian en anglais) dans la source, causant sa mort. Cette source est moins chaude que d'autres de la zone, atteignant 82 °C, mais quand même assez chaude pour causer de graves brûlures thermiques. Les références à Belgian Geyser dans les années 1930 peuvent faire référence à cette source.